# John McFall (astronaute)
John McFall est un sprinteur paralympique, médaille de bronze au 100 mètres aux Jeux paralympiques de Pékin en 2008, et le premier « parastronaute » de l'Agence spatiale européenne.
Il s’est lancé à 28 ans dans des études de médecine et s’est spécialisé dans la traumatologie orthopédique. Il a été diplômé en 2014  .
Parallèlement à ses études, il s’est engagé dans un programme destiné à soutenir les sportifs paralympiques en devenir et il a travaillé pour l’organisation des jeux paralympiques de Londres en 2012.
Il exerce en tant que médecin dans le sud de l’Angleterre.